# Pascal Marignac
Pour les articles homonymes, voir Marignac et KAA.
Pascal Marignac, né à Châtillon-sur-Seine le 18 avril 1945 et mort à Saint-Dizier en juin 2002, est un romancier français. Il est notamment l'auteur de romans policiers et de romans d'horreur, sous les pseudonymes Kââ, Corsélien et Béhémoth.

## Biographie
Professeur de philosophie en Bretagne, où il a longtemps résidé, il se lance dans le roman policier en 1984 sous le pseudonyme de Kââ (nom qui lui est inspiré par le personnage du serpent dans Le Livre de la jungle de Rudyard Kipling).
Publié en 1984 au Fleuve noir dans la collection Spécial Police, Silhouettes de morts sous la lune blanche, le premier titre de Kââ, est une sorte de road story ; c'est également la première aventure de l'aventurier, son héros récurrent qui ne sera jamais nommé, et qui s'avère un personnage complexe au lourd passé, amateur de bonne chère et fin connaisseur d'alcools rares, mais également féru de philosophie et spécialiste en armes de pointe. Aussitôt remarqué par la critique spécialisée, Kââ est comparé par Michel Lebrun à Jean-Patrick Manchette. La même année, Mental, un récit où se mêlent vengeance et manipulations, a encore pour héros l'aventurier à qui est proposé le contrat pour faire disparaître un individu connu sous le nom de Mental. Humour, cynisme et rythme trépidant sont de nouveau les ingrédients de ce polar où l'auteur joue avec tous les codes du roman policier. 
À sa mort en 2002, l'écrivain Serge Brussolo le considérait comme le meilleur auteur de roman noir des vingt dernières années.

## Œuvre

### Romans

#### Signés Kââ
- Silhouettes de morts sous la lune blanche, Fleuve noir, Spécial Police no 1862, 1984
- La Princesse de crève, Fleuve noir, Spécial Police no 1883, 1984 ; réédition la Table Ronde, coll. La Petite Vermillon no 426, 2017
- Mental, Fleuve noir, Spécial Police no 1911, 1984
- Il ne faut pas déclencher les puissances nocturnes et bestiales, Fleuve noir, Spécial Police no 1979, 1985 ; réédition la Table Ronde, coll. La Petite Vermillon no 451, 2018
- Respiration de la haine, Fleuve noir, Spécial Police no 2012, 1986
- On commence à tuer dans une heure, Fleuve noir, Spécial Police no 2026, 1986
- La Fiancée du vieux renard, Fleuve noir, Spécial Police no 2037, 1987
- Rendez-vous à Forbach, Fleuve noir, Collection noire no 18, 1989
- Trois chiens morts, Fleuve noir, Crime no 22, 1992
- Dîner de têtes, Fleuve noir, Angoisses no 4, 1993 (initialement prévu pour la collection Maniac de Patrick Siry, sous le pseudonyme de Béhémoth) ; réédition dans Corps et liens 2, Black coat press, Rivière blanche, Noire no 93, 2016
- Le Marteau, Fleuve noir, Crime no 53, 1994
- Criant de vérité, Fleuve noir, Frayeur plus no 20, 1995
- Petit Renard, Éditions Clô, 1995 ; réédition Le Masque no 2471, 2002
- 24.000 années, Fleuve noir, Aventures sans frontières no 10, 1996
- On a rempli les cercueils avec des abstractions, Fleuve noir, Les Noirs no 33, 1997
- Et puis les chiens parlaient…, Fleuve noir, SF Mystère no 37, 1999

#### Signés Corsélien
- L'État des plaies, Fleuve noir, Gore no 48, 1987 ; réédition dans Corps et liens 1, Black coat press, Rivière blanche, Noire no 89, 2016
- Bruit crissant du rasoir sur les os, Fleuve noir, Gore no 61, 1988 (Grand prix du roman gore du festival d'Avoriaz) ; réédition dans Corps et liens 1, Black coat press, Rivière blanche, Noire no 89, 2016
- Retour au bal à Dalstein, Fleuve noir, Gore no 82, 1988 ; réédition dans Corps et liens 1, Black coat press, Rivière blanche, Noire no 89, 2016
- Lésions irréparables, Vaugirard, Gore no 106, 1990 (initialement prévu pour la collection Maniac de Patrick Siry, sous le pseudonyme de Béhémoth) ; réédition dans Corps et liens 2, Black coat press, Rivière blanche, Noire no 93, 2016

#### Signé Béhémoth
- Voyage au bout du jour, Patrick Siry, Maniac no 3, 1988 ; réédition dans Corps et liens 2, Black coat press, Rivière blanche, Noire no 93, 2016

### Nouvelles
- S.I.G. P. 2100-2, dans Nouvelles Nuits no 1, 1989 ; réédition dans Bleu, blanc, sang, Fleuve noir, 2002
- Mac Millan monocoup 12,7, dans Nouvelles Nuits no 10, 1995
- Un simple coup de main, dans Libération, 23 juillet 1999
- L'Homme avec la scie, dans Le bel effet Gore, autopsie d'une collection, Fleuve noir, 1988

## Source
- Claude Mesplède (dir.), Dictionnaire des littératures policières, vol. 2 : J - Z, Nantes, Joseph K, coll. « Temps noir », 2007, 1086 p. (ISBN 978-2-910-68645-1, OCLC 315873361), p. 63.